# Удод Юрій Савович
Ю́рій Са́вович Удо́д (нар. 25 липня 1937 року, м. Київ - пом. 24 січня 2015, м. Київ) — самодіяльний поет, громадський діяч.

## Біографія
Народився 25 липня 1937 року в Києві, на Подолі. Але дитинство проводив у Трипіллі Київської області - у дідуся та бабусі. І голодомори, і війна, і втрати близьких через репресії... Все це згодом виллється у поетичні рядки. 
1952 року після закінчення семи класів київської школи №9, вступив до Київського механічного технікуму. Потім, як у переважної більшості юнаків – служба в армії, був на цілині в Казахстані.
Навчався в Київському політехнічному інституті - інженер автоматики і телемеханіки. Вся трудова діяльність пов'язана з технікою. Працював багато років на провідних підприємствах столиці. А потім життя покликало на нафтопромисли Тюменщини в Росії(1986-1994). 
Поет був у постійному пошуку і творчому неспокої.
Поховали поета на кручі у Трипіллі на Київщині 25 січня 2015 року...

## Творчість
1994 року повернувся в Україну, відчув жагу до поетичного слова. Підготував першу збірку "Запізнилася весна", згодом другу - "Весна у Києві". Була третя - "Сонячний Київ" - гарна поетична збірка з теплою передмовою лауреата премії імені О. Олеся поета Мордань Володимир .А всього їх уже сім збірок.
До 70-річчя(2007) поет Юрій Удод випустив у світ у видавництві Міжнародного доброчинного фонду "Українська хата" своє, так би мовити, повне зібрання "Над плесом вічного Дніпра" - синівська сповідь автора рідному місту, краю де народився і живе.
Особливо вдаються авторові пісенні тексти. На його вірші написали пісні композитори: Світлана Шафар,Григорій Двойнос, Микола Куценко, Анатолій Кулик,Микола Вітковський,Ганна Півньова.Ці твори  звучать у виконанні солістів і популярних хорових колективів столиці і Київщини. Разом із заслуженим артистом України А.Куликом видали чудову збірку "Пісні рідного краю".
Ліризм і національний колорит притаманні пісенним творам: "Люблю трипільські краєвиди", "Спілі вишні", "Бузкова гілка", "Вечір на Дніпрі", "Українська земля", "А я гуляю на весіллі" ("Весілля у рідні"),"Українська хата" ...

## Книжкові видання
- Удод Ю.Запізнилася весна.-К.:2000
- Удод Ю. Весна у Києві.Передм. Мордань В.Г. -К.:ЗАТ "ВІПОЛ",2003
- Удод Ю.  Сонячний Київ. Передм. Мордань В.Г. .-К.:ЗАТ "ВІПОЛ",2004
- Кулик А,Удод Ю. У літній вечір над Дніпром:Пісні.Передм.Грінченко С.С.- К.: ЗАТ "ВІПОЛ,2005.-234 с.:ноти.                                              ISBN 5-8238--0832-2
- Кулик А.Є.,Удод Ю.С. Пісні рідного краю:Пісні.Передм.Остапенко Д.І. -К.:МДФ "Українська хата",2006.-267 с.:нот. ISBN 966-7025-11-Х
- Удод Ю. Над плесом вічного Дніпра.Передм.Мордань В.Г. Художн.Євтушевський В.Я. -К.:МДФ "Українська хата",2007.-240с..:іл.                                                                      ISBN 966-7025-13-6
- Удод Ю.Зоряний край.Передм.Мордань В.Г. -К.:МДФ "Українська хата",2010.-228 с.:портр.   ISBN 966-7025-18-7

## Громадська діяльність
Автор багато зустрічається з воїнами, правоохоронцями, школярами, молоддю вищих навчальних закладів столиці за програмами доброчинної діяльності Міжнародного доброчинного фонду(МДФ) «Українська хата».[джерело?]
Член журі Всеукраїнського фестивалю мистецтв "Майбутнє України - діти!"(2001).

## Відзнаки
- 1982 - Медаль «В пам'ять 1500-річчя Києва»
- 1992 - Медаль «Ветеран праці»
- 2005 - медаль "За доброчинність" Міжнародного доброчинного фонду "Українська хата".